# 克萊格·威廉斯

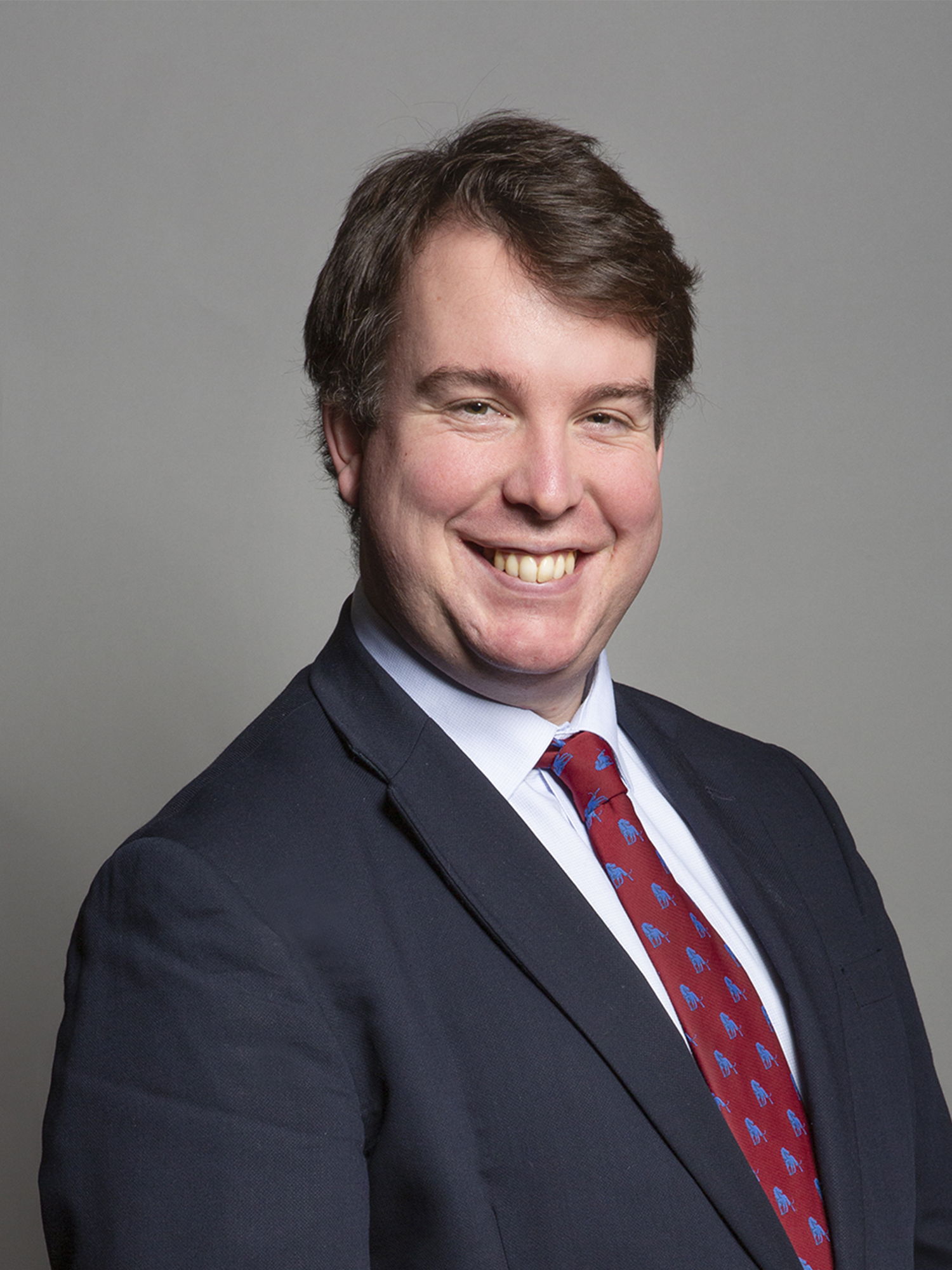
克萊格·威廉斯的官方肖像

克萊格·威廉斯（英語：Craig Williams，1974年6月7日—）是一位威爾斯政治人物，他的黨籍是保守黨。他曾經擔任加的夫市議會的議員。由2015年至2017年，他擔任北加的夫選區選出的英國下議院議員。兩年半後轉戰蒙哥馬利郡選區並當選。